# 8. SS-Kavallerie-Division "Florian Geyer"
La 8. SS-Kavallerie-Division "Florian Geyer" fu costituita a partire dal 21 giugno 1942 dai sopravvissuti di diverse divisioni di cavalleria impegnate nei combattimenti durante l'Operazione Barbarossa nel 1941. Prendeva nome dal  nobile e diplomatico tedesco Florian Geyer, famoso per essere stato il capo dei contadini durante la guerra dei contadini tedeschi.

## Storia
Durante il 1942 questa divisione combatté insieme ad elementi della nona e della seconda armata corazzata. Nel 1943 la divisione venne utilizzata nella lotta contro i partigiani nelle zone presso il Dniepr.
Nell'agosto del 1943 venne inglobato un altro reggimento di cavalleria e la sua forza divenne quindi di ben 15 000 uomini.
Dal luglio del 1943 fino al 1944 venne spostata nel Gruppo d'armate Sud.
La divisione fu riorganizzata nell'ottobre del 1943 e solo allora venne denominata "8. SS Kavallerie Division". Inoltre i reggimenti di cui era formata: 1, 2, 3 e 4 furono rinumerati in 15, 16, 17 e 18.
La divisione era quindi formata da:
- HQ
- SS Kav regt 15 (ex- regt 1)
- SS Kav regt 16 (ex- regt 2)
- SS Kav regt 17 (ex- regt 3)
- SS Kav regt 18 (ex- regt 4)
- SS Panzerjäger Abteilung 8
- SS Sturmgeschütz Abteilung 8
- SS Artillerie regt (motorizzato) 8
- SS Flak Abteilung 8
- SS Nachrichten Abteilung (motorizzato) 8
- SS (Panzer) Aufklärungs Abteilung 8
- SS Radfahr Aufklärungs Abteilung 8
- SS Pionier Batallion (motorizzato) 8

Nel dicembre del 1943 fu ritrasferita in Croazia, e dovette combattere i partigiani iugoslavi fino al marzo del 1944.
Il 12 marzo 1944 venne denominata SS-Kavallerie-Division der SS "Florian Geyer".
I movimenti della divisione nel corso del 1944 sono confusi, combatterono sia nel Gruppo d'armate Centro che nel Gruppo d'armate Sud. Insieme alla 22. SS-Freiwilligen-Kavallerie-Division der SS Maria Theresa, fu mandata a Budapest nel dicembre 1944; qui rimase circondata dall'Armata Rossa e fu sconfitta. Solo 170 uomini della "Florian Geyer" riuscirono a fuggire dall'accerchiamento.
Dopo la sconfitta i pochi componenti superstiti della divisione furono spostati alla 37. SS-Freiwilligen-Kavallerie-Division Lützow.

## Comandanti
- marzo - aprile 1942 SS-Brigadeführer Gustav Lombard
- aprile - agosto 1942 SS-Gruppenführer Hermann Fegelein
- agosto 1942 - 15 febbraio 1943 SS-Obergruppenführer Wilhelm Bittrich
- 15 febbraio 1943 - 20 aprile 1943 SS-Brigadeführer Fritz Freitag
- 20 aprile 1943 - 14 maggio 1943 SS-Brigadeführer Gustav Lombard
- 14 maggio 1943- 13 settembre 1943 SS-Gruppenführer Hermann Fegelein
- 13 settembre 1943 - 22 ottobre 1943 SS-Gruppenführer Bruno Streckenbach
- 22 ottobre 1943 - 1º gennaio 1944 SS-Gruppenführer Hermann Fegelein
- 1º gennaio 1944 - 14 aprile 1944 Gruppenführer Bruno Streckenbach
- 14 aprile 1944 - 1º luglio 1944 SS-Brigadeführer Gustav Lombard
- dal 1º luglio 1944 SS-Brigadeführer Joachim Rumohr

Hermann Fegelein era marito di una sorella di Eva Braun, durante gli ultimi drammatici momenti del Terzo Reich cercò di abbandonare Berlino insieme alla sua amante e a una notevole quantità di gioielli e valori trafugati. Scoperto e arrestato venne fucilato per esplicito ordine di Hitler.